# ترا پاتریک
لیندا آن هاپکینز، ملقب به تِرا پاتریک،(به انگلیسی: Tera Patrick)
بازیگران مشهور فیلم‌های پورنوی آمریکایی است. وی از مادری تایلندی و پدری از تبار ایرلندی زاده شده‌است. او همچنین مدل در صنعت بزرگسالان و همچنین تاجر و نویسنده است. او در ماه فوریه سال ۲۰۰۰، به عنوان دختر برگزیده (پت) در مجلهٔ پنت هاوس، انتخاب شد. همچنین صاحب شرکت پورنوگرافی خود با نام ترا پاتریک است.

## زندگی
ترا پاتریک، در کنار مدلینگ و پورنوگرافی، به نویسندگی هم می‌پردازد و تاجر نیز هست. او برای خود یک شرکت محصولات پورنوگرافی با نام Teravision دارد.
استعداد ترا توسط شرکت مدلینگ «آیلین فورد» کشف شد و در ۱۳ سالگی یک قرار داد مدل بودن با این شرکت امضا کرد. او مدتی بعد از آن به نیویورک نقل مکان کرد و کار خود را به عنوان مدل باند فرودگاه و روی کاتالگهای فرودگاه آغاز کرد. در سن ۱۸ سالگی از جهان مدلینگ خداحافظی کرد و در دانشگاهی در ایالت بویز ثبت نام کرد؛ که دیپلم پرستاری و مدرک لیسانس در رشتهٔ میکروبیولوژی دریافت کرد. او سپس به دانشگاه سانتا باربارا در کالیفورنیا رفت که در آن هم به دلایل مالی دوباره به حرفهٔ قبلی خود یعنی مدلینگ روی آورد.
در اواخر سال ۱۹۹۰ شروع کرد به ظاهر شدن در محصولات برهنگی و پورنوگرافی سافت کور و در سال ۲۰۰۰ توسط اندرو بلک تحریک شد که به هاردکور منتقل شود. او از بعد از این سال در بیش از ۷۰ محصول در صنعت بزرگسالان شرکت کرد. در ماه فوریهٔ سال ۲۰۰۰ به عنوان پت مجلهٔ پنت هاوس انتخاب شد و به عنوان دومین پت سال انتخاب شد و اینگونه شروعی عالی در هاردکور داشت. همچنین در شمارهٔ ماه مارس ۲۰۰۲، تصویرش در جلد مجلهٔ پلی بوی انداخته شد.
ترا ناشر مجله ی جنسیس که کار خود را از سال ۲۰۰۳ آغاز کرد هم بود. این مجله یک مجلهٔ مردانهٔ محبوب بود.
او بر روی جلد شمارهٔ ژوئیه ۲۰۰۶ FHM ظاهر شد و نامزد ۱۰۰ زن سکسی سال در این مجله شد. او همچنین مقاله‌نویس سکس برای FHM از سال ۲۰۰۳ تا ۲۰۰۸ بود.
ترا تبدیل شده‌است به یک مهمان که به‌طور متناوب و محبوب هاوارد استرن در برنامه‌های تلویزیونی و رادیویی اش. او همچنین در مجموعه تلویزیونی متحرک نیروی گرسنگی ورزشهای آبی نوجوان به عنوان خودش ظاهر شد.
ترا به عنوان یک شخصیت قابل پخش در بازی «حیات خلوت مسابقات کشتی ۲» ظاهر شد و این بازی بر روی پلی استیشن ۳ و ایکس باکس ۳۶۰ قابل اجراست؛ و در بازی «Saints Row 2: Ultor Exposed» هم که یک بازی مجازی است شرکت داشته.

## زندگی خصوصی
پس از سه سال رابطه با اوان سینفلد بازیگر پورنوگرافی و موسیقی‌دان در جنوری ۲۰۰۴ آن‌ها در یک مراسم کوچک ای وی ان در لاس‌وگاس ازدواج می‌کنند و در ماه سمپتمبر ۲۰۰۹ اعلام می‌کنند که به ازدواج خود پایان داده‌اند. ترا مالک یک شرکت به نام TeraVision INC. است.